# Parincea, Bacău
Parincea este satul de reședință al comunei cu același nume din județul Bacău, Moldova, România.